# 波特兰海狗
波特兰海狗（英語：Portland Sea Dogs）是美国职棒小联盟东方联盟2A等级的球队，附属于大联盟的波士顿红袜队。球队主场位于缅因州的波特兰。

## 外部链接

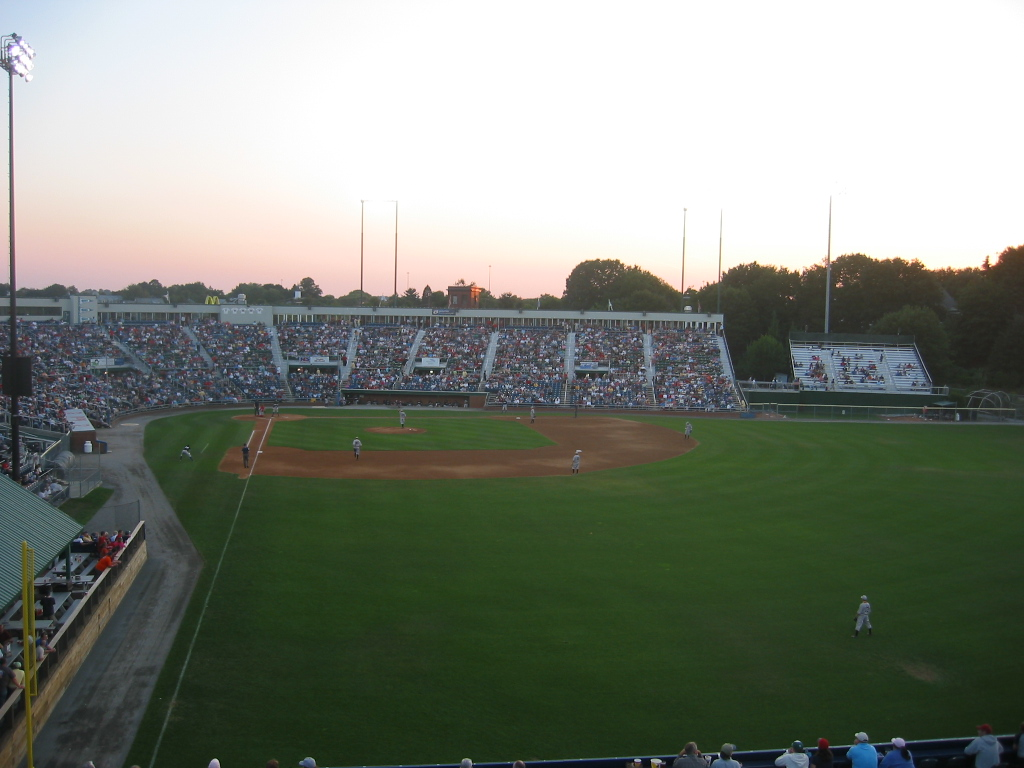
Hadlock Field